# سوق الخجا
سوق الخجا هو سوق تجاري شهير في العاصمة السورية دمشق، متخصص في صناعات الجلود، وهو سوق معاصر بطراز عربي تقليدي ويشهد مع حلول فصل الشتاء والأعياد إقبالاً كبيراً على شراء منتجات الجلود وتنشط فيه حركة البيع والشراء فهو السوق الوحيد المتخصص في المدينة ببيع تلك المنتجات.

## موقع
يقع سوق الخجا في شارع الثورة في منطقة ساروجة الأثرية في قلب مدينة دمشق، شيّد في عام 1985 كبديل لسوق الخجا القديم الشهير الذي كان بجانب سوق الحميدية ويلاصق قلعة دمشق فتم هدمه في سبيل إحياء مشروع السور الغربي للقلعة وترميمها وإظهار معالمها.

## تاريخ

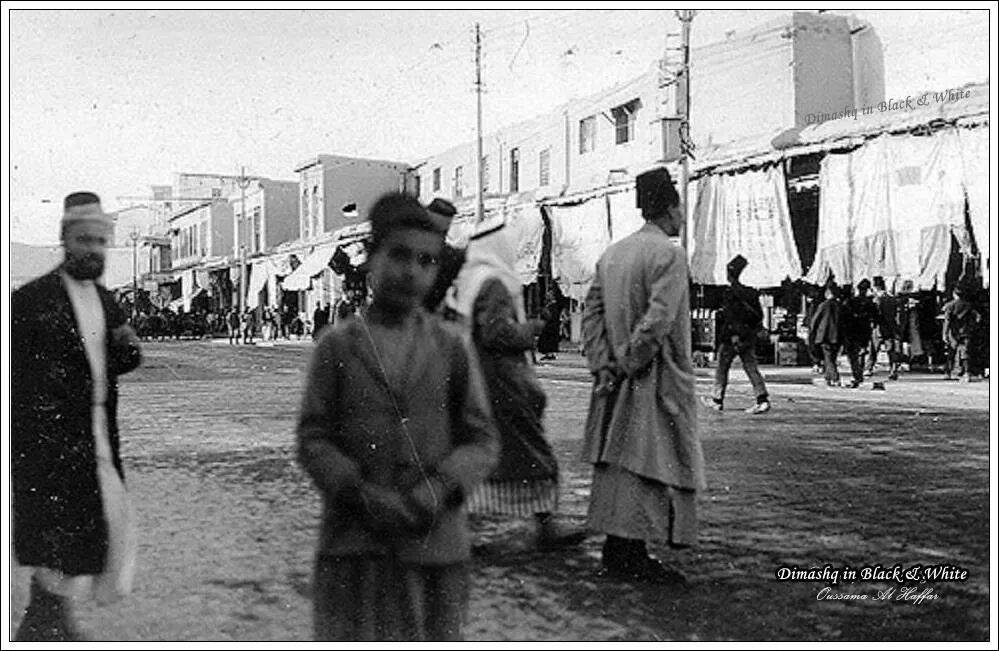
سوق الخجا القديم

يعود تاريخ السوق إلى العهد العثماني إذ شيده راغب بن رشيد الخجا بعد أن اشترى الأرض من الدائرة العسكرية السلطانية بتشجيع من الوالي العثماني حسين كاظم باشا إبان ولايته الأولى التي بدأت في عام 1895 ميلادية للتخلص من تراكم القاذورات التي كان الناس يلقونها في خندق القلعة.
وكان سوق الخجا القديم ممتداً على طول الجدار الغربي لقلعة دمشق وموازياً لجادة (السنجقدار) التي تضم سوق السروجية وسوق الحميدية.
يقول المؤرخ قتيبة الشهابي لقد اضطر جنود الانكشارية إلى العمل في إعمار سوق الخجا القديم للحصول على المال اللازم لمعيشتهم بعد أن عجزت الدولة عن دفع مرتباتهم في تلك الحقبة.

## معالم
ويعد سوق الخجا من أسواق العهد العثماني المتأخر وشيد على نمط سوق الحميدية إذ كان الطابق العلوي مشاغل وورشات عمل والسفلي متاجر تخصصية ببيع الصناعات الجلدية إضافة إلى الملابس العسكرية وأشغال الخرز التي كان سجناء قلعة دمشق ينتجونها كحقائب اليد النسائية والمسابح، وتم تجديد سوق الخجا في عام 1905 وقام الوالي حسين كاظم بتغطيته بستائر هرمية مصنعة من الحديد لتقيه من الحرائق، وجاء السوق الجديد الذي يبعد عن القديم بمسافة 500 متر تقريباً مشابهاً للقديم بكل شيء من حيث الطراز المعماري والنواحي الجمالية والأهم من ذلك ظل محافظاً على تخصصه القديم وهو بيع المنتجات الجلدية.